# Autoridad Catalana de Protección de Datos
La Autoridad Catalana de Protección de Datos (APDCAT; oficialmente y en catalán: Autoritat Catalana de Protecció de Dades), anteriormente llamada Agencia Catalana de Protección de Datos (ACPD), es un ente de derecho público y un organismo oficial de la Generalidad de Cataluña que responde directamente ante el Parlamento de Cataluña. La finalidad de la agencia es velar por el cumplimiento de la legislación vigente sobre protección de datos de carácter personal y controlar la aplicación, derechos de información, acceso, rectificación, cancelación y oposición así como ejercer la potestad sancionadora e inmovilizar los datos que atenten contra los Derechos y deberes fundamentales de la Constitución Española. Fue creada el 2002.
Es teóricamente independiente de las administraciones y sujeto a la ley 30/1992. El régimen de contratación de personal y patrimonial es de carácter privado. Colabora con el Síndico de Agravios de Cataluña y con el resto de instituciones y organismos de defensa de los derechos de las personas. Su sede está en Barcelona.
La protección de la privacidad es una obligación de cualquier entidad de la Administración pública catalana: la Generalitat, la Administración local, las universidades públicas catalanas y las empresas públicas con capital catalán. Está regulada por las artículos 31 y 156 del Estatuto de Autonomía de 2006. La agencia no tiene competencias sobre empresas privadas, puesto que estas quedan en manos de la Agencia Española de Protección de Datos.
Con las exigencias derivadas del Estatuto de autonomía de 2006, en el 2010 se incorporan algunas modificaciones a la legislación vigente en Cataluña sobre protección de datos y, entre estas, la misma denominación de la autoridad, para evitar la confusión de su naturaleza con lo otras entidades de carácter instrumental que bajo la denominación de agencias existentes en el ámbito administrativo.

## Directores de la APDCAT
- Meritxell Borràs (2022-presente)[5]
- Maria Àngels Barbarà i Fondevila (2012-2022)[6]